# 色尔格楞苏木
色尔格楞苏木（蒙古語： ᠰᠡᠷᠭᠦᠯᠡᠩ）是蒙古国中央省的一个苏木。

## 行政区划
该苏木分为五个巴格，分别是：
- 阿夫达尔
- 巴彦布尔德
- 额尔登乌尔
- 海尔汗
- 胡希格

## 交通
位于色尔格楞的胡希格特山谷是成吉思汗国际机场的所在地，该机场于2021年开始运营。该机场由日本政府贷款建造，容量是布顏特·烏卡哈國際機場的两倍，并有高速公路连接到乌兰巴托。还计划在机场附近建设一个可容纳10万人口的现代化城市。